# Breviceps adspersus
Breviceps adspersus е вид жаба от семейство Brevicipitidae. Видът не е застрашен от изчезване.

## Разпространение
Разпространен е в Ангола, Ботсвана, Замбия, Зимбабве, Мозамбик, Намибия, Свазиленд и Южна Африка.